# Брекста
Брѐкста (на норвежки: Brekstad) е град в северната част на южна Норвегия. Разположен е във фиорда Стернфьор в община Йорлан на фюлке Сьор-Тронелаг на около 425 km на север от столицата Осло. Главен административен център на община Йорлан. Получава статут на град на 8 октомври 2005 г. Население 1856 жители според данни от преброяването към 1 януари 2008 г.